# Hilary Duff
Hilary  Erhard Duff (n. 28 septembrie 1987, Houston, Texas, SUA) este actriță și cântăreață pop americană.

## Date biografice
Hilary s-a dovedit a fi singura artistă pop care a rivalizat cu Britney Spears. S-a făcut cunoscută prin intermediul emisiunii televizate Lizzie McGuire de pe Disney Channel/ABC Kids. S-a implicat în industria cinematografică jucând în filme precum "Western True Women" (1997), "Casper" (1998; rolul lui Wendy) și "Soul Collector" (1999). Lizzie McGuire prezenta viața unei liceene, bucuriile și dezamăgirile acesteia, speranțele și dorințele ei. 
Ideea în sine s-a dovedit a fi atractivă pentru public însă fără Duff prezentarea ei ar fi fost lipsită de orice frumusețe. Jucând rolul tinerei Lizzie, Hilary era draguță, haioasă și deșteaptă, dar stăpână pe forțele proprii, avea doi prieteni buni, Gordo și Miranda, nu era foarte populară dar reușea să atragă atenția.
În timp ce filma pentru această emisiune, Lizzie a apărut și în producția "Human Nature", demonstrând o pasiune tot mai mare pentru cinematografie. În anul 2002, Duff și-a exprimat dorința de a cânta și a decis să urmeze o carieră muzicală. A debutat cu melodia "Santa Claus Lane", selectată pentru coloana sonoră a filmului "The Santa Clause 2" și inclusă în albumul cu același nume. Ea a jucat în "Agent Cody Banks" după care a plecat în Italia unde a descoperit că toată lumea o cunoștea datorită muzicii ei. Melodiile care au înregistrat cel mai mare succes au fost "Why Not" și "I Can’t Wait".
"Metamorphosis" a fost primul volum de studio pe care l-a produs aceasta. Sunetul puternic, deloc asemănator cu ceea ce produsese înainte i-a conferit o imagine nouă, total diferită de cea promovată prin emisiunea Lizzie McGuire. Albumul a urcat până pe locul 2 în topul Billboard 200; melodia "So Yesterday" a fost difuzată pe toate posturile de radio o vară întreagă. Hilary a continuat să cânte și a participat la MTV Video Music Awards și Nickelodeon  Kids Choice Awards, câștigând trofeul "emisiunea preferata" pentru Lizzie McGuire. A jucat în filmul "Cheaper By the Dozen" și a plecat în turneu. Anul 2004 s-a dovedit a fi încarcat de evenimente: producții precum "A Cinderella Story" și "Raise Your Voice", seriile televizate de pe postul CBS.
Hilary Duff este o actriță, o cântăreață și o moderatoare de emisiuni tv ce te face să urmărești orice film , emisiune sau melodie în care apare vocea sau imaginea ei .În total,Hilary a jucat în 20 de filme ceea ce o face o mare actriță,mai ales că 15 dintre ele au avut succes mondial.

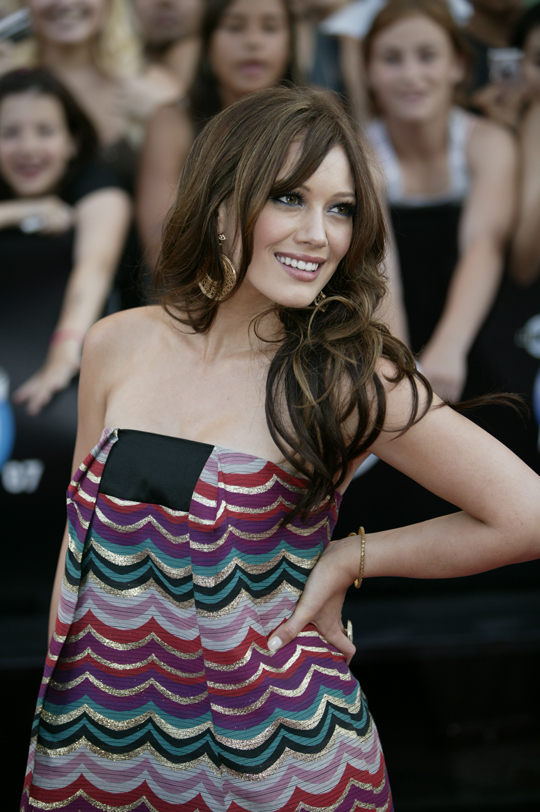
Hilary Duff

## Familie
Hilary Duff are o soră mai mare numită Haylie Katherine Duff care este născută la data de 19 februarie 1985 (29 ani). Mama lor se numește Susan Duff iar tatăl Bob Duff.Ei  sunt  de acum  pensionari. Faimoasa cântăreață și-a început cariera în anul 2002 , iar ea a devenit actriță în anul 1998 când prima ei lucrare a fost Casper Meets Wendy (serial TV) .

## Viața personală
În 2007 a început să se întâlnească cu hocheistul Mike Comrie,cu care la 14 august 2010 s-au căsătorit.La 20 martie 2012,Hilary a născut fiul Luca Cruz Comrie.

## Filmografie
- 1998 : Casper meets Wendy (TV) : Wendy
- 1999 : The Soul Collector (TV) : Ellie
- 2001 : The Lizzie McGuire Show (serial TV) : Elizabeth Brooke "Lizzie" McGuire
- 2001 : The Human Nature : Lila Jute (tânara)
- 2002 : Cadet Kelly : Kelly Collins
- 2003 : Agent Cody Banks : Natalie Connors
- 2003 : The Lizzie McGuire Movie : Elizabeth Brooke "Lizzie" McGuire/Isabella Parigi
- 2003 : Cheaper by the Dozen : Lorraine Baker
- 2004 : A Cinderella Story : Samantha "Sam" Montgomery
- 2004 : Raise Your Voice : Theresa "Terri" Fletcher
- 2004 : Joan of Arcadia (serial TV) : Dylan Samuels
- 2005 : The Perfect Man : Holly Hamilton
- 2005 : Cheaper by the Dozen 2 : Lorraine Baker
- 2006 : Material Girls : Tanzie Marchetta
- 2007 : Outward : Blonde Marie
- 2008 : Foodfight! : Sunshine Goodness
- 2008 : War, Inc. :Yonica Babyyeah
- 2009 : Safety Glass :Lucy
- 2009 : Stay Cool :Shasta O'Neil
- 2009 : Greta  :Greta
- 2009 : Gossip Girl:Olivia
- 2010 : The Story of Bonnie and Clyde :Bonnie Parker
- 2010 :  Beauty & the Briefcase

## Discografie

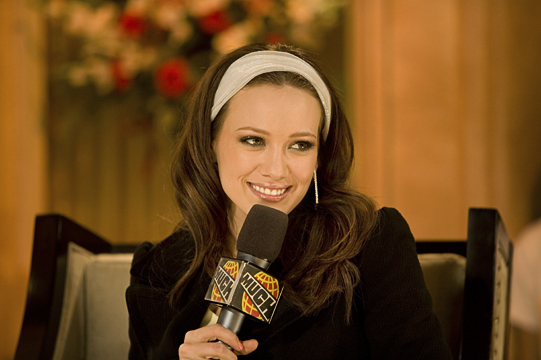
Hilary Duff la MuchOnDemand

### Albume
- 2002 : Santa Claus Lane
- 2003 : Metamorphosis
- 2004 : Hilary Duff
- 2005 : Most Wanted
- 2006 : 4Ever (lansat doar in Italia)
- 2007 : Dignity
- 2008 : Best of Hilary Duff

### Singleuri
- 2003 : Why Not?
- 2003 : So Yesterday
- 2004 : Come Clean
- 2004 : Little Voice
- 2004 : Our Lips Are Sealed feat.Haylie Duff
- 2005 : Wake Up
- 2006 : Fly
- 2007 : With Love
- 2007 : Play With Fire
- 2007 : Stranger
- 2008 : Reach Out feat.Prophet